# Montagne Kotika
Montagne Kotika är ett berg i Franska Guyana (Frankrike). Det ligger i den västra delen av landet, 230 km sydväst om huvudstaden Cayenne. Toppen på Montagne Kotika är 745 meter över havet.
Terrängen runt Montagne Kotika är huvudsakligen lite kuperad. Montagne Kotika är den högsta punkten i trakten. Trakten runt Montagne Kotika är nära nog obefolkad, med mindre än två invånare per kvadratkilometer. I omgivningarna runt Montagne Kotika växer i huvudsak städsegrön lövskog.